# Église San Matteo de Murano

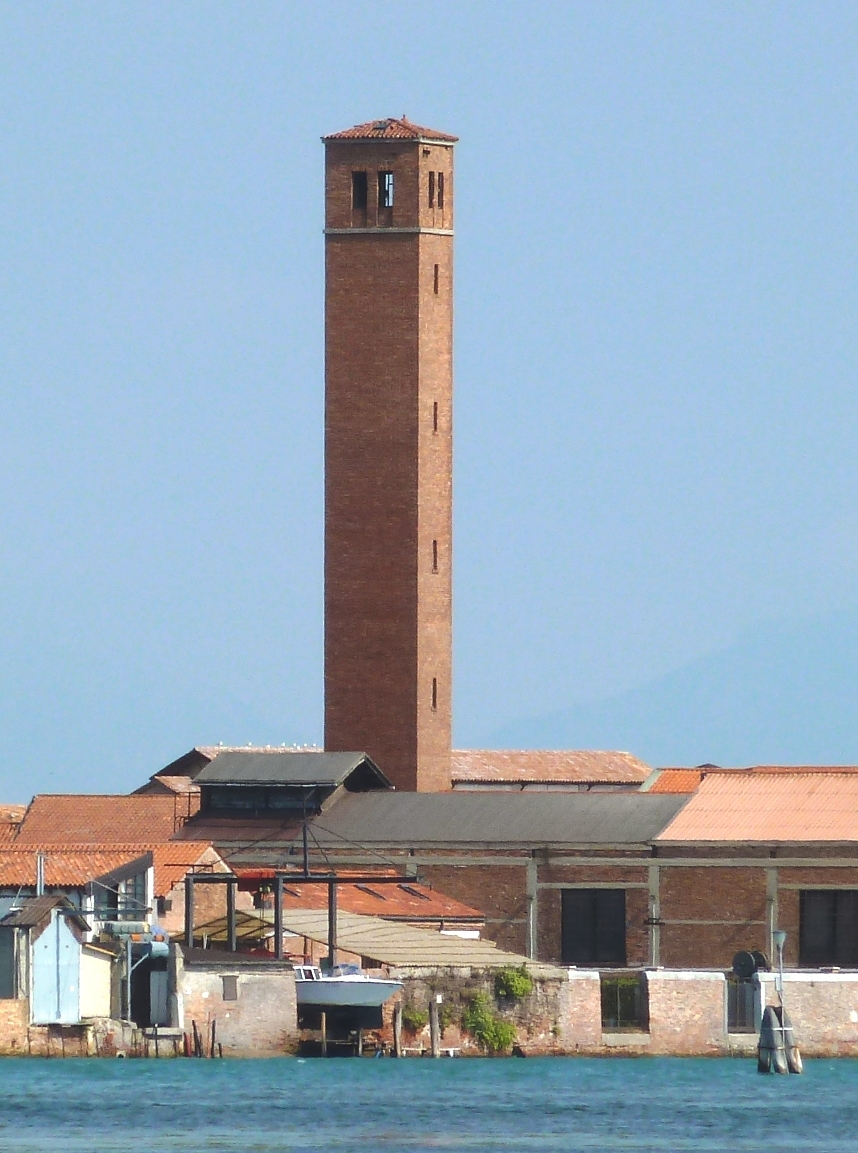
Reste du campanile de S.Mattia

L'église San Matteo ou San Maffio (église Saint Matthieu) était une église catholique de Venise, en Italie.

## Localisation
L'église San Matteo était située sur l'île de Murano, au nord-est du rio éponyme.

## Historique
Sur le site de l'ancienne église dédiée à saint Matthieu, trois patriciennes vénitiennes ont érigé, en 1280, un monastère bénédictin qui est devenu riche et célèbre pour la sainteté de la vie des religieuses. La jeune abbesse  Marina Celsi (1432-1523) essaya de réformer le couvent, mais dut y affronter une forte résistance. Le patriarche la déplaça en 1474 à Sant'Eufemia de Mazzorbo.
L'église, reconstruite en 1690, est restée ouverte au culte jusqu'en 1810. Ensuite, elle fut expropriée. La communauté fut supprimée le 12 mai 1810. De l'église et du couvent ne restent presque plus de traces.